# Meloidodera
Meloidodera är ett släkte av rundmaskar. Meloidodera ingår i familjen Heteroderidae.
Kladogram enligt Catalogue of Life:
| Meloidodera | \| \| Meloidodera charis \| \| \| \| \| \| Meloidodera floridensis \| \| \| \| |
|             | \| \| Meloidodera charis \| \| \| \| \| \| Meloidodera floridensis \| \| \| \| |
|             | Cryphodera                                                                     |
|             |                                                                                |
|             | Dolichodorus                                                                   |
|             |                                                                                |
|             | Globodera                                                                      |
|             |                                                                                |
|             | Heterodera                                                                     |
|             |                                                                                |
|             | Hylonema                                                                       |
|             |                                                                                |
|             | Meloidogyne                                                                    |
|             |                                                                                |
|             | Meloidodera charis                                                             |
|             |                                                                                |
|             | Meloidodera floridensis                                                        |
|             |                                                                                |

|  | Meloidodera charis      |
|  |                         |
|  | Meloidodera floridensis |
|  |                         |